# Distrito electoral de Little Salt (condado de Lancaster, Nebraska)
Little Salt (en inglés: Little Salt Precinct) es un distrito electoral ubicado en el condado de Lancaster en el estado estadounidense de Nebraska. En el Censo de 2010 tenía una población de 859 habitantes y una densidad poblacional de 9,24 personas por km².

## Geografía
Little Salt se encuentra ubicado en las coordenadas 41°0′29″N 96°44′16″O / 41.00806, -96.73778. Según la Oficina del Censo de los Estados Unidos, Little Salt tiene una superficie total de 92.96 km², de la cual 92.86 km² corresponden a tierra firme y (0.1%) 0.09 km² es agua.

## Demografía
Según el censo de 2010, había 859 personas residiendo en Little Salt. La densidad de población era de 9,24 hab./km². De los 859 habitantes, Little Salt estaba compuesto por el 96.27% blancos, el 0.12% eran afroamericanos, el 0.81% eran amerindios, el 1.28% eran asiáticos, el 0% eran isleños del Pacífico, el 0.81% eran de otras razas y el 0.7% pertenecían a dos o más razas. Del total de la población el 2.44% eran hispanos o latinos de cualquier raza.